# Tournon-Saint-Pierre (kaas)
De Tournon-Saint-Pierre is een Franse kaas. Het is een geitenkaas, afkomstig uit het belangrijkste gebied voor de Franse geitenkazen, het gebied van de Loire. De kaas is met name afkomstig uit de streek rond Tournon.
De Tournon-Saint-Pierre heeft de vorm van een afgeplatte kegel. Na een rijpingstijd van drie weken heeft de kaas een stevige kaasmassa en een natuurlijke, wittige korst met eventueel een wat blauwige waas. De kaas is vergelijkbaar met de Pouligny Saint-Pierre AOC.